# 탈수효소
탈수효소(脫水酵素, 영어: dehydratase) 또는 디하이드라테이스는 기질에서 물을 제거하여 이중 결합 및 삼중 결합을 형성시키는 반응을 촉매하는 효소로 분해효소의 한 부류이다. 탈수효소는 미토콘드리아, 퍼옥시좀, 세포질을 포함한 많은 곳에서 발견할 수 있다. 4개의 그룹으로 분류되는 150가지 이상의 다양한 탈수효소가 있다. 탈수효소는 보조 인자와 함께 하거나 또는 보조 인자 없이 하이드록시아실-CoA에 작용할 수 있으며, 일부는 활성 부위에 금속 클러스터 및 비금속 크러스터를 가지고 있다.
체내에 탈수효소의 결핍은 혈중 페닐알라닌의 과잉을 수반하는 고페닐알라닌혈증의 덜 심각한 상태로 이어질 수 있다. 이는 상염색체 열성 유전으로 인해 발생한다.
일반적인 탈수효소에는 다음과 같은 것들이 있다.
델타-아미노레불린산 탈수효소는 혈액에서 발견되며 글로빈의 헴기의 생성에 관여한다. 납에 노출된 사람들은 이 효소의 활성이 감소한다.
세린 탈수효소는 대부분 간에서 발견되며 세린을 피루브산과 암모니아로 전환하는 반응을 촉매한다. 단백질 함량이 높은 식사를 하면 세린 탈수효소의 활성이 증가한다.
아로젠산 탈수효소는 고등 식물의 엽록체에서 주로 발견된다. 이 효소는 L-아로젠산을 L-페닐알라닌으로 전환시키는 반응을 촉매한다.

## 같이 보기
- 탈수소효소